# Locomotiva FS 390
Le locomotive del gruppo 390 erano una serie di 9 macchine, a vapore saturo e semplice espansione, a tre assi con tender, alimentate a carbone, che le Ferrovie dello Stato acquisirono, in seguito alla statizzazione delle ferrovie nel 1905, insieme agli impianti della Rete Mediterranea.

## Storia
Le locomotive acquisite nel 1905 dalle FS provenivano dal vecchio esercizio della Società per le Strade Ferrate del Mediterraneo che a sua volta le aveva ereditate nel 1885, in seguito alla costituzione della Rete Mediterranea, dalle precedenti società esercenti. Erano state costruite dalla fabbrica inglese di locomotive a vapore Stephenson e pertanto erano di concezione antiquata e mancanti di cabina di guida sostituita da una semplice protezione.
Le unità immatricolate nel 1905 come gruppo 390 erano 9 classificate inizialmente 3901-3909, ma nel 1914 ne restavano attive solo 3, la 3903, la 3904 e la 3908, tutte costruite nel 1862.

## Caratteristiche
Le locomotive del Gruppo 390 FS erano a vapore saturo e a semplice espansione con 2 cilindri interni e distribuzione del tipo Stephenson, a cassetto piano, interna al telaio. Il rodiggio era 0-3-0, a tre assi accoppiati, e avevano la potenza di 287 kW e il diametro delle ruote di 1250 mm, quindi capaci solo di bassa velocità. La caldaia aveva una pressione di taratura di 8 bar.
Le locomotive erano munite di solo freno a controvapore e di freno a mano agente sulle ruote del tender.
Il tender era a due assi con massa complessiva di 23 t. Il carico di carbone era di 3 t mentre il carico d'acqua era di 7 t. La velocità massima della locomotiva era di 45 km/h.